# Luftbildarchäologie

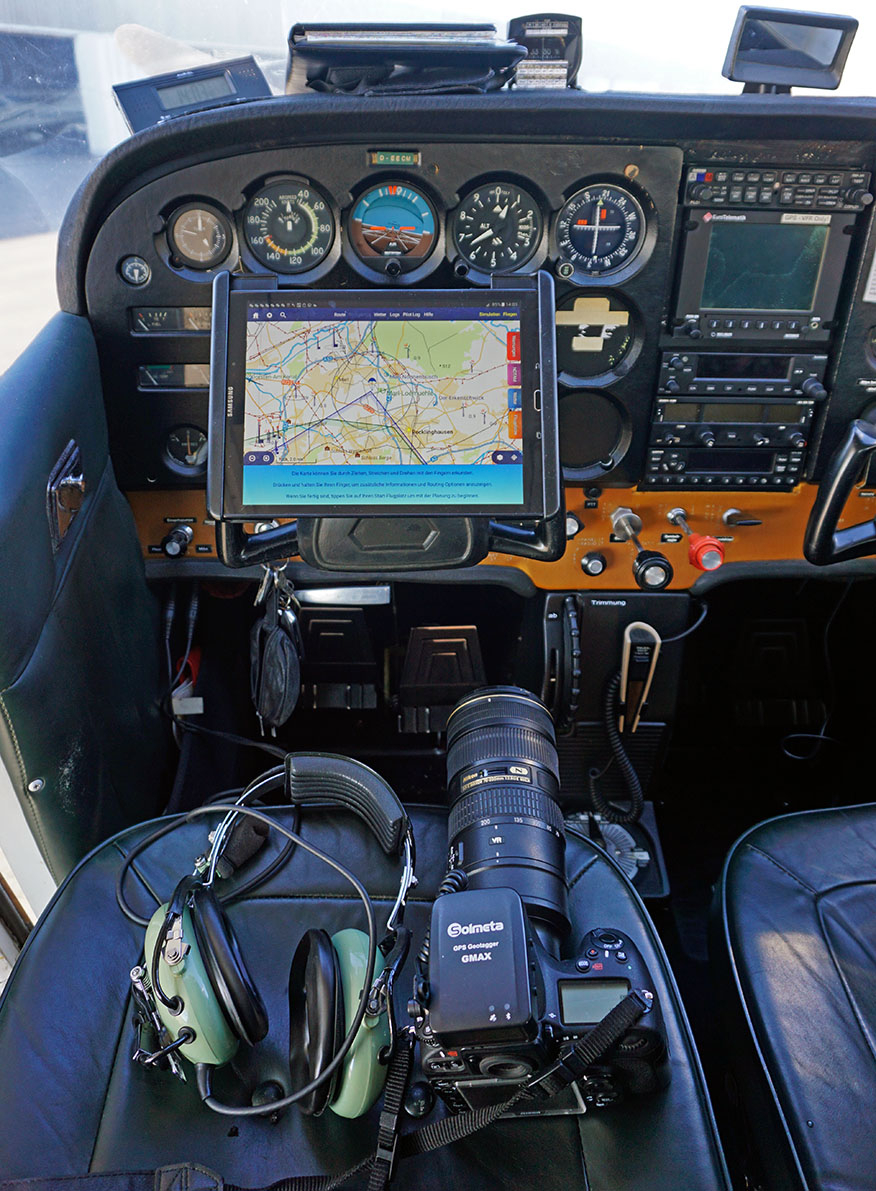
Arbeitsplatz und Ausrüstung eines Luftbildarchäologen

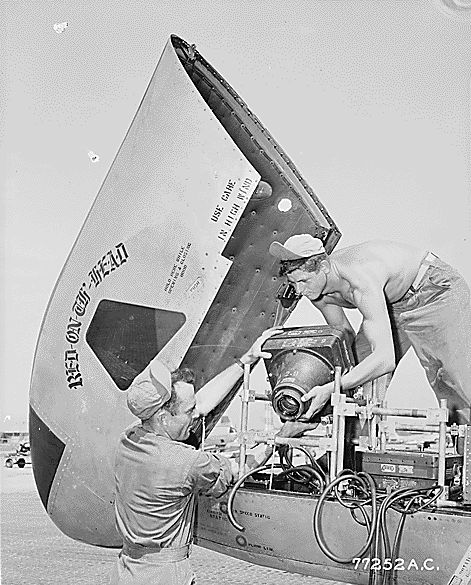
Historische Luftbildkamera, 1950

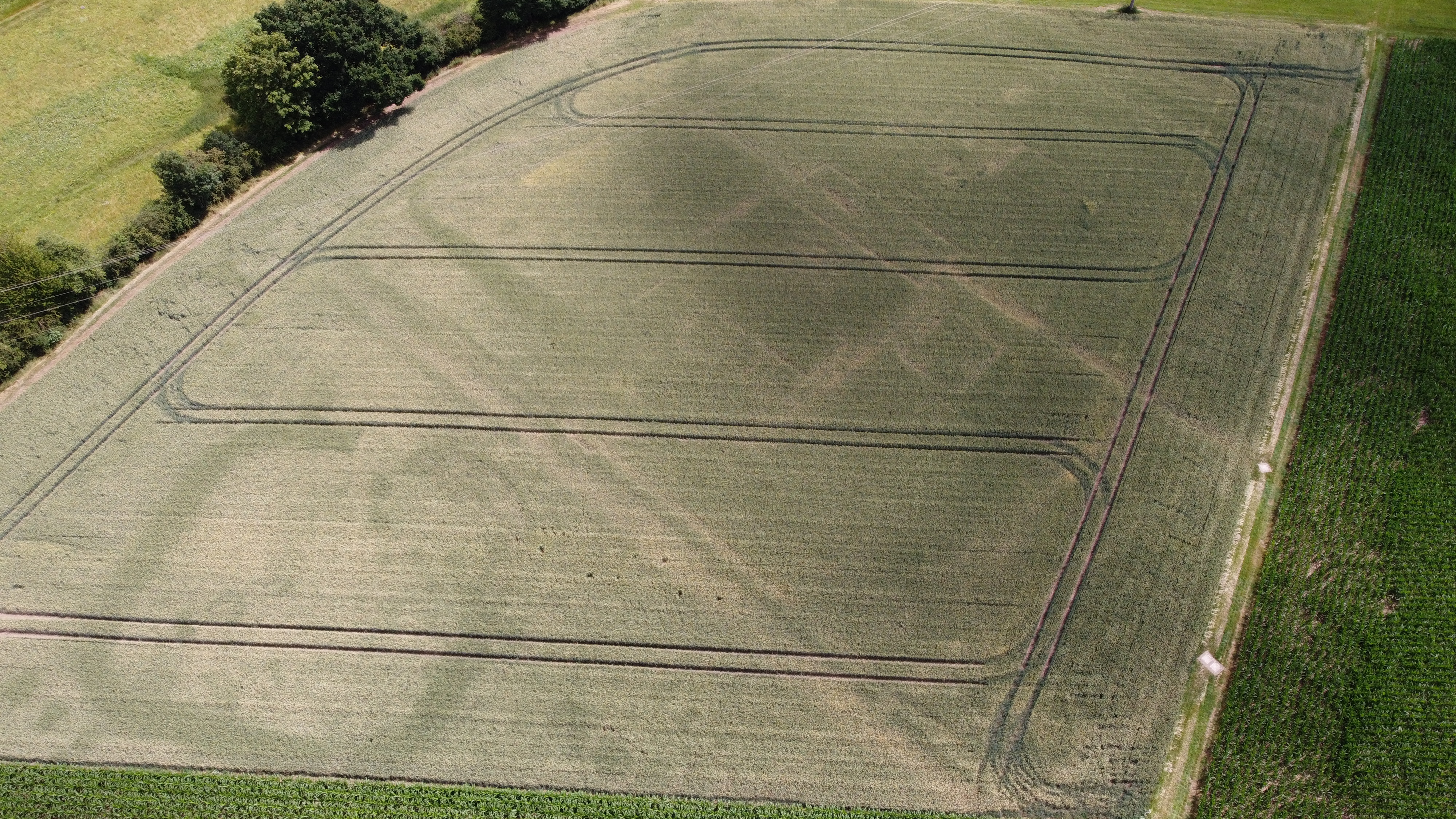
Positive und negative Bewuchs-merkmale am Beispiel des Kastells Inheiden.

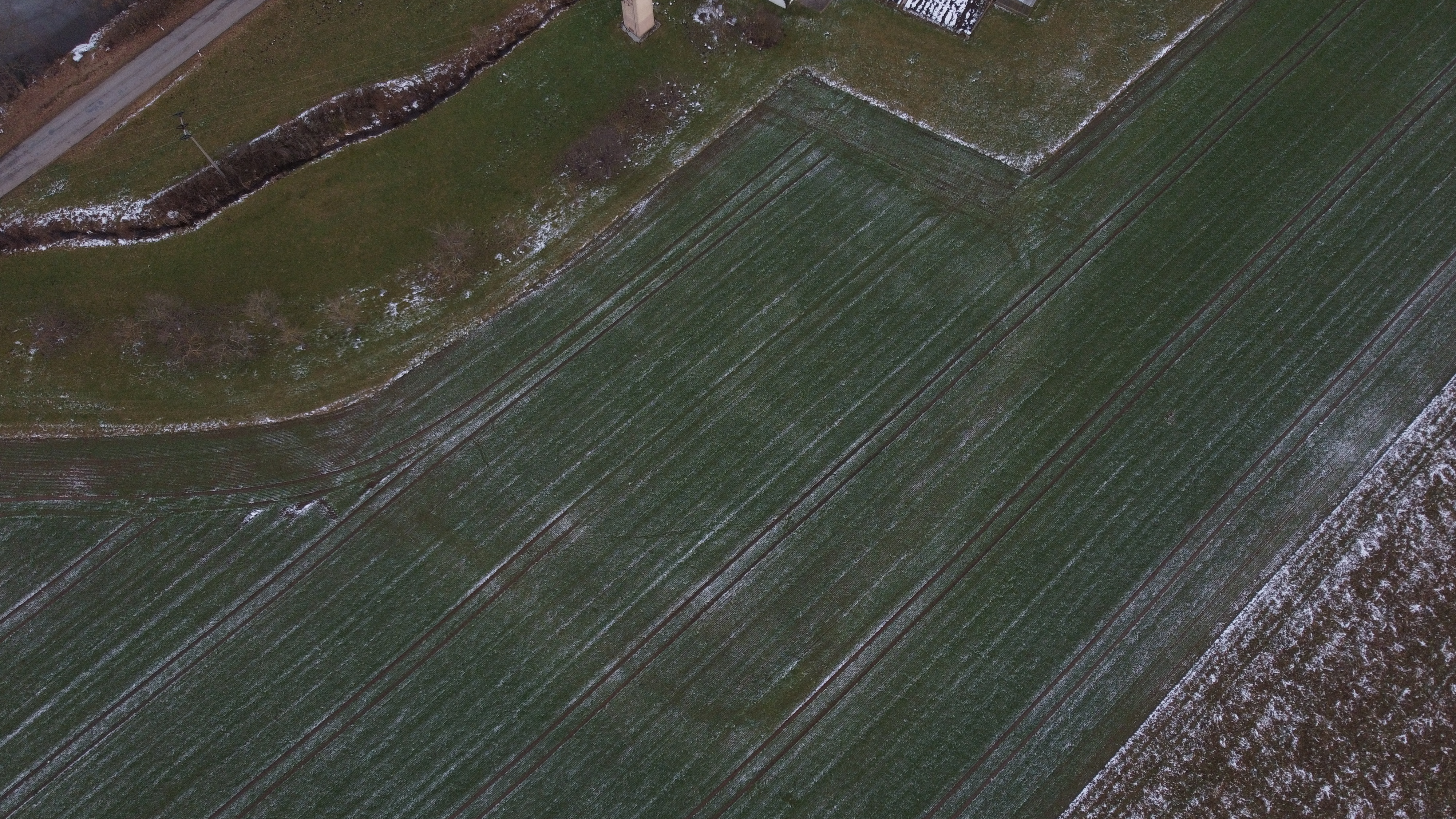
Schnee- und Feuchtemerkmale am Beispiel des Kastells Dambach (Januar 2023).

Luftbildarchäologie oder archäologische Flugprospektion oder Luftbildprojektion ist eine Forschungsmethode der Archäologie, bei der archäologische Überreste oder anthropogene Bodenstörungen aus größerer Höhe fotografiert werden. Dabei werden unterschiedliche Luftfahrzeuge eingesetzt, z. B. Flugzeuge, Hubschrauber, Ballone und auch Drohnen.
Die Auswertung von zweckfremden Bilddaten mit internetbasierten Werkzeugen wird als virtuelle Luftbildarchäologie bezeichnet, wofür unterschiedliche Online-Quellen zur Verfügung stehen. Zur Recherche werden unter anderem Aufnahmen von Erderkundungssatelliten (Satelliten- oder Weltraumarchäologie), Google Earth (seit 2004), Geodatenportale und Airborne Laserscans genutzt.
Klassische und virtuelle Luftbildarchäologie sind neben der Begehung die wichtigsten Teilgebiete der Prospektion.

## Geschichte
Die Anfänge der Luftbildarchäologie liegen in England. Den ersten Versuch, eine archäologische Stätte aus der Luft zu fotografieren, machte 1906 Leutnant P. H. Sharpe aus einem Ballon des Militärs heraus. Als er bei einer Übung über Salisbury vom Wind in Richtung des Steinkreises von Stonehenge abgetrieben wurde, richtete er geistesgegenwärtig seine Kamera nach unten.
Als Begründer der wissenschaftlichen Luftbildarchäologie gilt der britische Pilot Osbert Crawford, der nach dem Ersten Weltkrieg vom Flugzeug aus archäologische Fundstätten in England fotografierte. Die vor allem 1924 mit A. Keiller gemachten Aufnahmen veröffentlichte er 1928 in dem Werk Wessex from the Air. Er stellt darin erstmals die Luftbildarchäologie als eigene Forschungs- und Prospektionsmethode dar und nicht als Ersatz für Bodenmessungen. Als weiterer Pionier der Luftbildarchäologie gilt Erich Friedrich Schmidt, der für seine Mitarbeit bei den Ausgrabungen in Persepolis berühmt wurde.
Bekannt ist auch die wissenschaftliche Auswertung von Luftbildern des Deutsch-Türkischen Denkmalschutzkommandos (Kite Aerial Photography) und der bayerischen Fliegerabteilung 304 aus dem Ersten Weltkrieg in der Palästina-Archäologie. Besonders intensiv genutzt wurde sie nach 1991 zur archäologischen Erkundung der vormals zur DDR gehörenden Regionen. Ein Beispiel hierfür ist die Slawenburg Gana.

## Einsatzgebiete

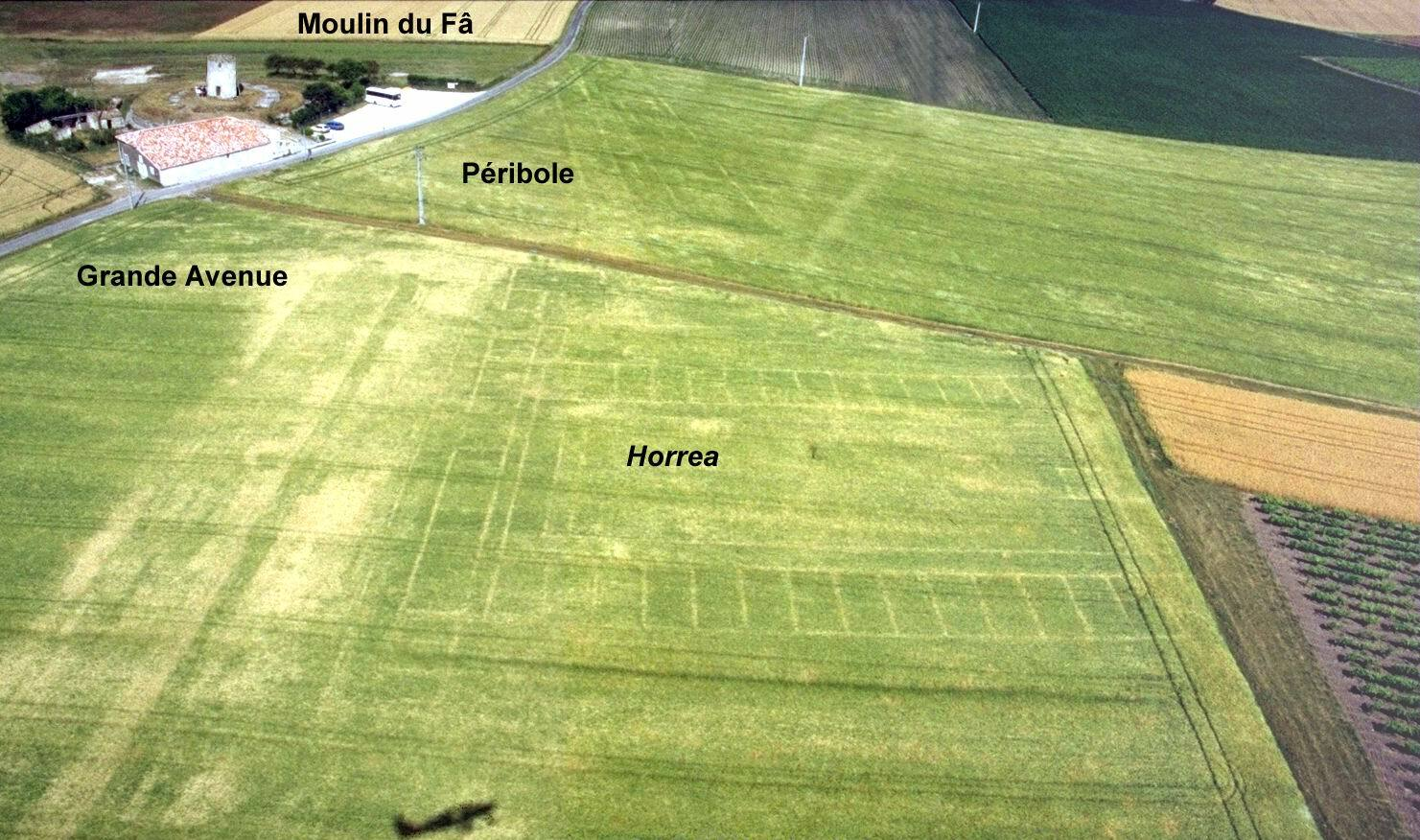
Grundriss eines gallo-römischen Lagerhauses

Die Luftbildarchäologie wird zur flächendeckenden und wirtschaftlichen Erkundung von Bodendenkmalen eingesetzt. Bekannte Denkmäler werden mit Hilfe der Luftbildarchäologie auf Anzeichen von Veränderungen oder Gefährdung hin untersucht. Ausgrabungen werden mit Luftbildern vorbereitet, unterstützt und dokumentiert. Bis dato unbekannte Denkmäler können anhand spezieller Merkmale lokalisiert werden, wobei selbst komplett verschüttete vorzeitliche Anlagen aufgrund ihres Einflusses auf die Vitalität der darüber wachsenden Vegetation erkundet werden können. Da die Luftbildarchäologie eine Art der Fernerkundung ist, kann sie andere archäologische Methoden am Boden, wie die geophysikalische Prospektion, Begehung, Bohrung (Pürckhauer) oder Sondage nicht ersetzen.
Bei unter Wasser liegenden Siedlungsspuren oder früheren Hafenanlagen lässt sich die Luftbildarchäologie unter günstigen Umständen, wie eine ruhige Wasseroberfläche und hohe Wasserdurchsichtigkeit, bis in etwa drei Meter Wassertiefe einsetzen.
Aufgrund der Zunahme von Raubgrabungen wird der Standort der Fundorte nur noch ungefähr in den Publikationen angegeben.

## Merkmale im Boden und Bewuchs

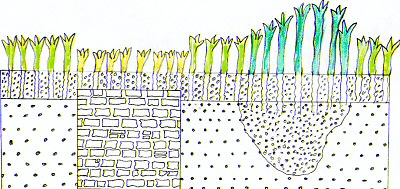
Schemazeichnung zur Abhängigkeit des Boden-Bewuchses von der Bodenbeschaffenheit.

Bodendenkmäler können aus der Luft durch verschiedene Merkmale angezeigt werden:
- Bewuchsmerkmal: Beobachtet werden Vegetationsanomalien, welche sowohl über Mauerresten als auch über inzwischen verfüllten Gräben auftreten.
- Schattenmerkmal: Erscheint über noch nicht ganz eingeebneten Fundstellen und lässt diese durch Schatten sichtbar werden. Vor allem am späten Abend zu beobachten.
- Schnee- und Reifmerkmal: In der winterlichen Landschaft machen Schneeverwehungen auch minimale Niveauunterschiede sichtbar. Des Weiteren führen die schon beim Bewuchsmerkmal auftretenden Bodenunterschiede in Feuchtigkeit und Kälte zur Herausbildung von Schnee- und Reifmerkmalen.
- Flutmerkmal: Entsteht meist in Überschwemmungsgebieten oder auf sehr sumpfigem Untergrund.
- Feuchtemerkmal: Zeichnet sich nach heftigen Regenfällen ab. Über Mauerresten trocknet der Boden schneller und über verfüllten Gräben langsamer als die Erde in der Umgebung.

In der Satellitenarchäologie treten weitere Daten aus der Erdvermessung hinzu, die bei der Überfliegung mit Flugzeugen in das Gebiet der Geophysikalischen Archäologie fallen, wie Infrarotbilder, Magnetometrie oder Radar. Mit den modernen Satellitengenerationen stehen solche Daten Mitte der 2010er in ausreichender Detailgenaue im Dezimeterbereich zur Verfügung, um zumindest bauliche Strukturen zu identifizieren.

## Beispiele von Entdeckungen durch Luftbildarchäologie
- 1985: Römerlager Marktbreit
- 1991: Kreisgrabenanlage von Goseck
- 1991: Römisches Marschlager von Wilkenburg
- 1992: Grubenhaussiedlung am Petersteich

## Bekannte Luftbildarchäologen
- Otto Braasch
- Klaus Leidorf
- Baoquan Song
- Heinz-Dieter Freese

## Audio
- Joachim Schüring: „Mit der Cessna auf Spurensuche.“ Abenteuer Archäologie, 2004, Nr. 3, S. 12–17, als MP3-Datei, 12 MB